# Scotopteryx lozerae
Scotopteryx lozerae är en fjärilsart som beskrevs av Claude Herbulot 1957. Scotopteryx lozerae ingår i släktet backmätare, och familjen mätare. Inga underarter finns listade.